# Pociask
Pociask (pociak) – rodzaj drewnianego pogrzebacza, narzędzie służące do rozprowadzania równomiernie w piecu żaru przed włożeniem do niego chleba.
Zobacz też: kociuba.